# Литовско-украинские отношения
Литовско-украинские отношения — двусторонние дипломатические отношения между Литвой и Украиной, официально установленные в 1991 году, когда обе стороны признали независимость друг друга, но контакты с современными предками Украины стремятся к временам литовских христианских демократов.
Обе страны являются членами ООН, Совета Европы.
Действующий посол Украины в Литве - Владимир Яценковский, посол Литвы в Украине - Марюс Януконис.

## История
В XIV-XV веках центральные древне-русские княжества вошли в состав Великого княжества Литовского. С 1569 по 1795 год Польша и Литва были частью Речи Посполитой, в которую входила большая часть современной Украины. До 1918 года Литва и Украина входили в состав Российской империи, а до 1991 года входили в состав СССР.
Украинские и литовские национальные движения начиная с 1906 года сотрудничали в рамках  Союза автономистов,  Союза народов,  Лиги инородческих народов, АБН и других объединений. Межвоенная Литовская республика оказывала поддержку ОУН, считая ее союзником в борьбе с Польшей.
После провозглашения независимости отношения между Литвой и Украиной были теплыми, особенно после Оранжевой революции, во время которой тогдашний президент Литвы Валдас Адамкус активно выражал поддержку. В ноябре 2009 года был подписан ряд соглашений, включая взаимное признание университетских дипломов и сотрудничество в области сохранения культурного наследия. Кроме того, Литва обещала поддержку Украине с получением членства в Европейском союзе и НАТО.

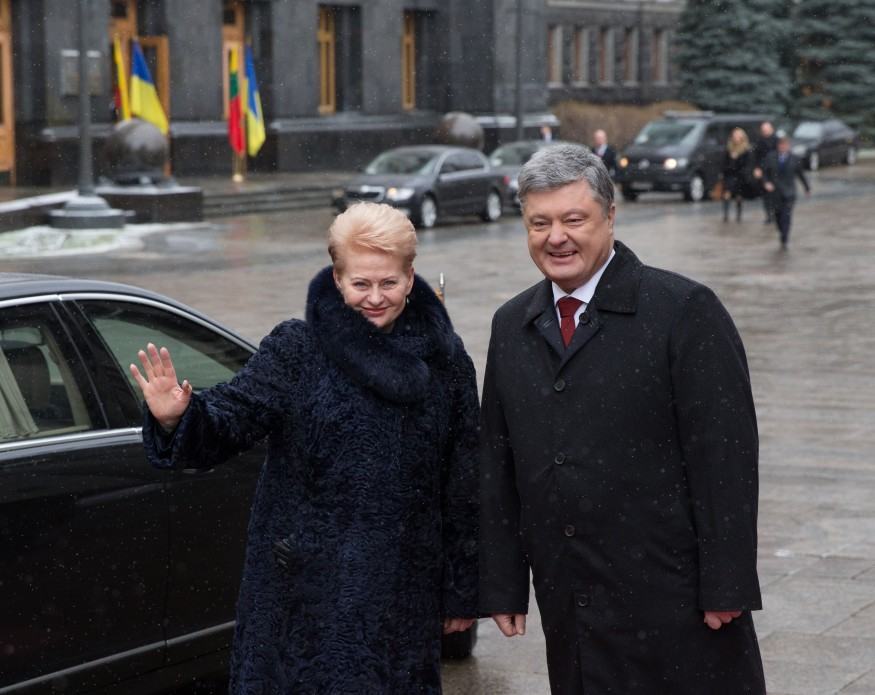
Президент Украины Пётр Порошенко и Президент Литвы Даля Грибаускайте во время мероприятий в Киеве, 12 декабря 2016 года

В 2013-2014 гг. литовские государственные институты очень поддерживали Украину, различные литовские политики (Витаутас Ландсбергис, Петряс Ауштрявичюс, Лорета Граужинене и другие) участвовали в мирных митингах в Киеве, президент Литвы Даля Грибаускайте выразила поддержку Украине во время политического кризиса в этой стране. Президент Литвы, демонстрируя поддержку Украине, назвал Россию террористическим государством из-за поддержки сепаратистов, воюющих на востоке Украины. В январе 2015 года Литва обратилась с просьбой о проведении заседания Совета Безопасности ООН в связи с продолжающимся вооружённым конфликтом на востоке Украины. В 2015 году бывший председатель Сейма Литовской Республики Витаутас Ландсбергис заявил, что считает Второе минское соглашение хуже Мюнхенского соглашения, подписанного 30 сентября 1938 года премьер-министром Великобритании Невиллом Чемберленом, премьер-министром Франции Эдуаром Даладье, рейхсканцлером Германии Адольфом Гитлером и премьер-министром Италии Бенито Муссолини.
Сейм имеет парламентскую группу по межпарламентским связям с Украиной, а также в 2017 году была создана временная парламентская группа, поддерживающая реформы украинского правительства.

В преддверии вторжения России на Украину Литва отправила переносные зенитные ракетные комплексы (ПЗРК) Stinger и партию бронежилетов. Министр обороны Украины поблагодарил словами: 
Украинско-литовские отношения очень тесны и продолжаются многие столетия. Я ценю нашу многовековую дружбу и крепкую поддержку друг друга!

## Диаспоры
По данным переписи населения 2011 года, 0,5% населения Литвы являются украинцами. При этом около 11 000 литовцев — это граждане Украины.

### Отношения между литовскими и украинскими эмигрантами
В 1984-1985 гг. на дебатах по поводу отмены решений Ялты с американской стороны мнение литовской общины США и Комитета американского украинского конгресса совпало - США не стремились отменить решения Ялты - такую инициативу выдвинула польская диаспорская организация Pomost на том основании, что решения Ялты противоречили Атлантической хартии, обеспечение независимости во время войны для оккупированных государств. Инициатива была поддержана латвийскими, эстонскими диаспорскими организациями и ВЛИК в противовес Атлантической хартии. После консенсуса с директором «Помоста» Адамом В. Кирником была объявлена скоординированная резолюция, в которой во введении упоминаются, среди прочего, литовские и украинские партизанские движения как прорывы сопротивления народов Центральной и Восточной Европы.

## Дипломатические представительства
- У Литвы есть посольство в Киеве[15] и генеральное консульство во Львове.
- Украина имеет посольство в Вильнюсе[16] и консульства в Клайпеде, Шальчининкае и Висагинасе.